# Rousseau-Insel (Großer Tiergarten)
Die Rousseau-Insel ist eine künstlich angelegte, kleine runde Insel in einem Wasserzug des Großen Tiergartens in Berlin. Sie trägt ihren Namen zu Ehren des französisch-schweizerischen Philosophen, Schriftstellers und Pädagogen Jean-Jacques Rousseau, dem auch eine auf dem Eiland errichtete, denkmalgeschützte Säule gewidmet ist.

## Lage
Die Rousseau-Insel liegt im Bereich der 1792 gestalteten Neuen Partie, südöstlich des Großen Sterns, am ungefähren Schnittpunkt der Großer Stern-Allee und der Jungfernallee (auch Kleine Stern Allee genannt). Rund 430 Meter flussabwärts (östlich) befindet sich die größere Luiseninsel. 

## Geschichte

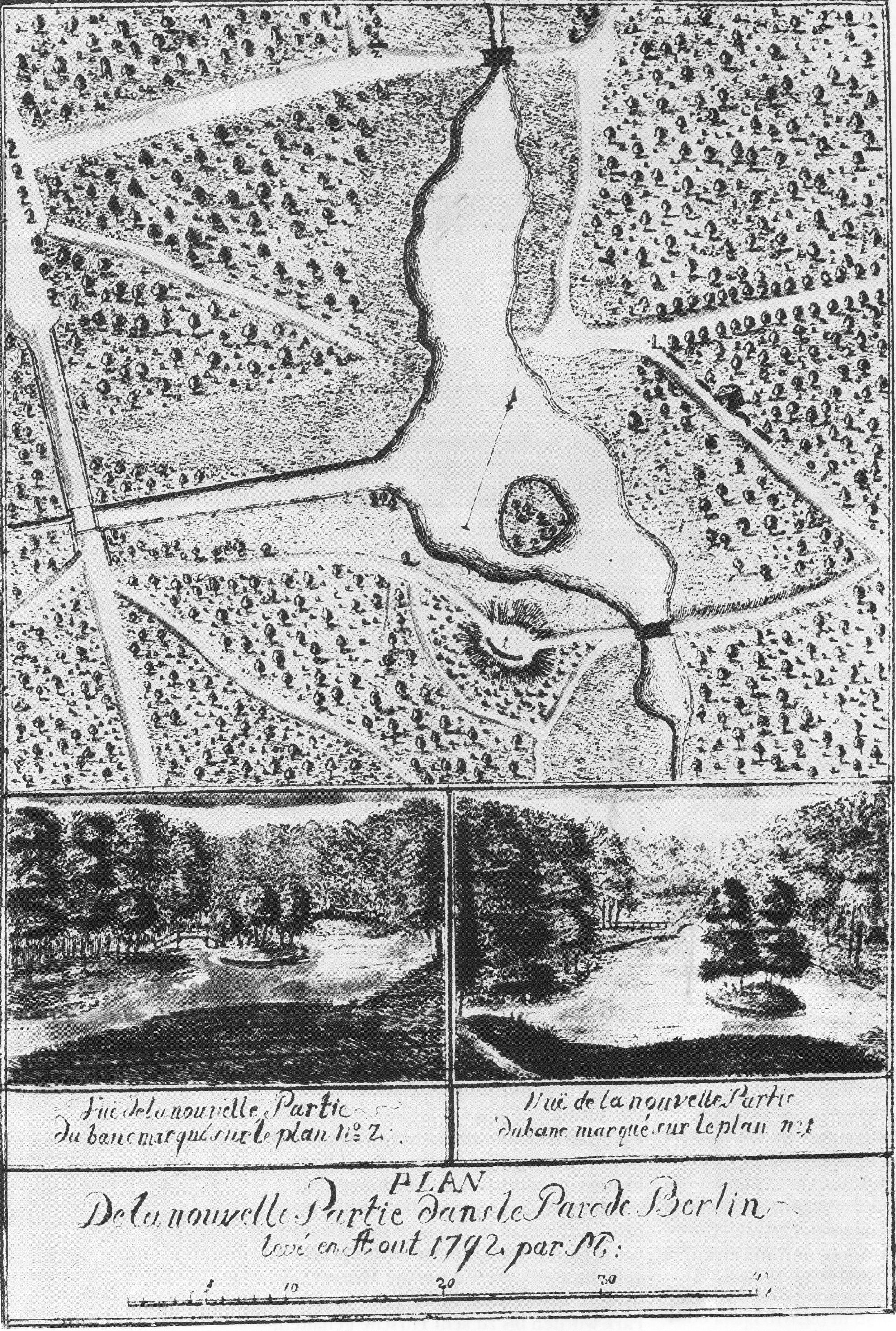
Plan der „Neuen Partie“ im Jahr 1792 mit künstlicher Insel

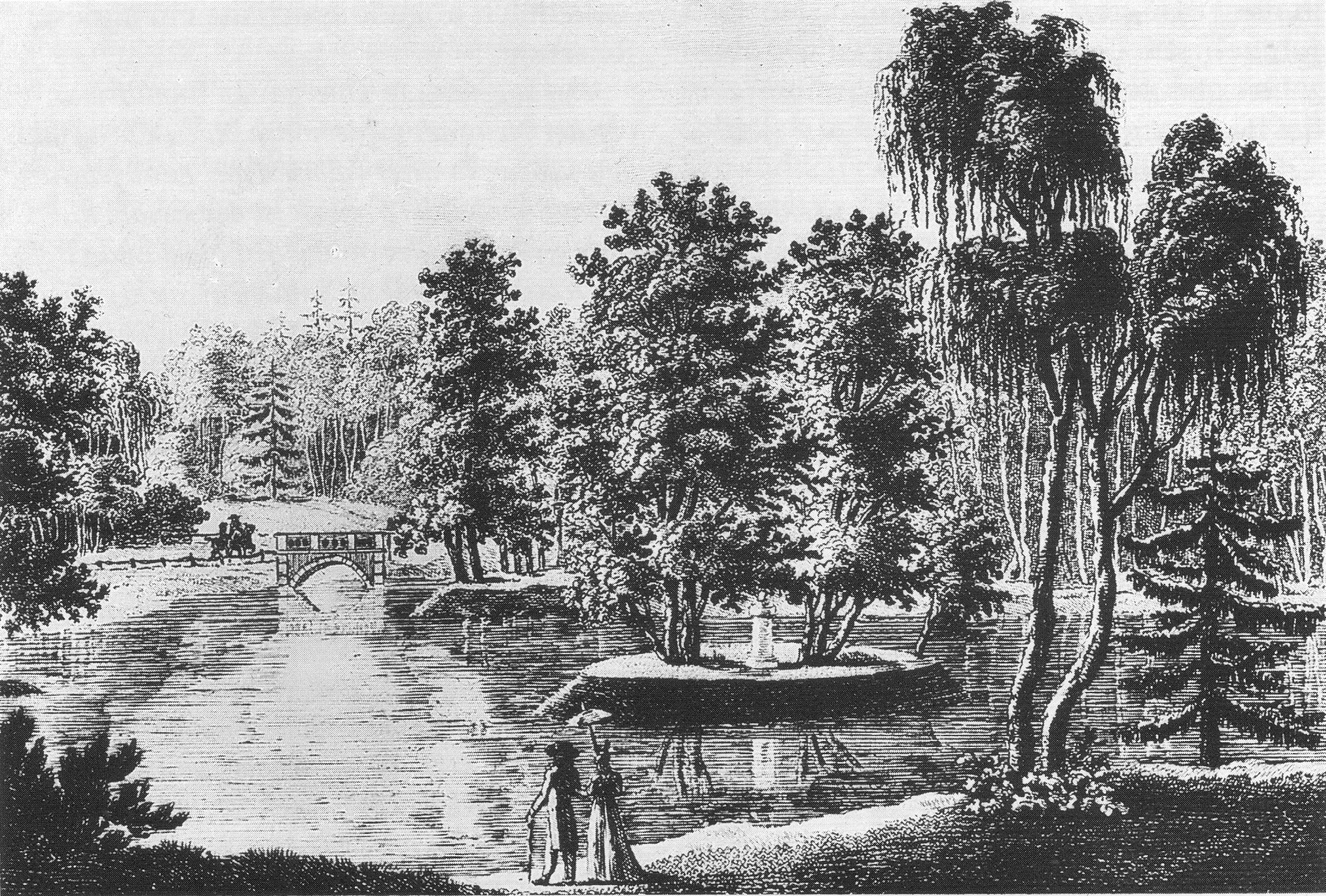
Rousseau-Insel mit ursprünglichem Gedenkstein samt Schmuckurne; Stich von Leopold Ludwig Müller, um 1800

Der Königliche Planteur Justus Ehrenreich Sello, der zuvor bereits einige neue Alleen im westlichen Tiergarten angelegt hatte, gestaltete 1792 den ersten Abschnitt des barocken Waldparks als Neue Partie im englischen Landschaftsstil. Sello wählte hierfür ein bis dahin wenig entwickeltes Terrain. Dort wurde ein zur Entwässerung dienender Graben zu einem langgezogenen See mit gewundener Uferlinie und einer kleinen Insel ausgeformt. Ein künstlicher Hügel bot einen guten Überblick auf das Gelände. Es entstand eine der bis heute reizvollsten Partien des Großen Tiergarten.
Die Insel widmete man um 1797 Jean-Jacques Rousseau, der eine „Rückkehr zur Natur“ propagiert hatte. Sie wurde der Île des peupliers im Park von Ermenonville bei Paris nachgestaltet, wo der Sarkophag des 1778 verstorbenen Rousseau unter Pappeln ruhte. Auf der Rousseau-Insel im Tiergarten errichtete man hingegen, wie zuvor bereits im Wörlitzer Park, ein symbolisches Grabpostament mit Schmuckurne, zunächst vermutlich aus Holz gestaltet. Statt Pappeln standen hier Erlen. Der See entwickelte sich im 19. Jahrhundert zum beliebten winterlichen Eislaufrevier der Berliner. Das ursprüngliche Rousseau-Denkmal ging im Laufe der Zeit verloren.
Peter Joseph Lenné veränderte 1835 den Bereich um die Rousseau-Insel im Zuge seiner umfassenden Umgestaltung des Tiergarten im englischen Stil. Er schuf einen südlich bis zur Luiseninsel reichenden, langgezogenen Wasserarm mit vielen Windungen und Ausbuchtungen, der an der Neuen Partie seenartig aufgeweitet war. Die Rousseau-Insel erhielt dabei zwei größere Pendants. Die Spazierwege führte man in diesem Bereich besonders nah ans Ufer heran, um viele Sichtachsen auf das Gewässerband und auf die Inseln zu bieten.
Bei der Neugestaltung des Parks nach den Zerstörungen des Zweiten Weltkriegs widmete in den 1950er Jahren auch Willy Alverdes, verantwortlicher Leiter der Tiergartenverwaltung, den Spazierwegen in der Umgebung der Rousseau-Insel besondere Aufmerksamkeit. Hier pflanzte man sehr viele jener Rhododendren an, die zum Markenzeichen des Wiederentstehens des Parks unter Federführung von Alverdes wurden. In Blicknähe der Rousseau-Insel steht seit 1951 auch ein Denkmal, mit dem Berlin sich bei jenen Städten bedankt, deren Baumspenden die Wiederbepflanzung des Tiergarten in dieser Zeit ermöglichten.
Im Jahr 1987 wurde auf der Insel eine neue Rousseau-Säule als Ersatz für den im 19. Jahrhundert verlorenen Gedenkstein mit Schmuckurne errichtet. Die Gestaltung der Säule übernahm der Bildhauer Günter Anlauf.